# Констанция Эриксдоттер
Констанция Эриксдоттер (швед. Constantia Eriksdotter; 1560—1649), — незаконнорожденная дочь шведского короля Эрика XIV и Агды Персдоттер. Её называли «королевой Тиведена» (швед. drottningen av Tiveden.

## Биография
Констанция Эриксдоттер и её сестра Виргиния были изъяты из-под опеки матери, когда та вышла замуж в 1561 году. Это было незаконно, так как по закону мать была единственной опекуншей до достижения детьми трёхлетнего возраста. Они жили сначала при дворе принцессы Сесилии Шведской, затем при дворе принцессы Елизаветы Шведской (1564) и, наконец, при дворе королевы Швеции Катарины Монсдоттер. В 1573 году Констанция Эриксдоттер посетила своего свергнутого отца в тюрьме и, возможно, была последним его родственником, который видел его живым.
13 января 1594 года она вышла замуж за английского дворянина Генри Франклина, придворного её дяди короля Швеции Карла IX. В том же году её двоюродный брат король Сигизмунд III Ваза пожаловал ей девять поместий в приходе Вене в Бохуслене. В 1595 году ей было предоставлено поместье Бокшё в приходе Тиведен в Вестергётланде, где она предпочла поселиться. Оставшись вдовой после 1610 года, она преимущественно жила в усадьбе Оденфорс в Линчёпинге, недалеко от аббатства Врета. Констанция Эриксдоттер умерла в Эстергётланде и была похоронена рядом с мужем у старой церкви Унденес в приходе Унденес (Undenäs socken) в графстве Скараборг. Лунный камень, принадлежавший Констанции, до сих пор хранится в церкви Унденеса.

## Дети
1. Карл Франклин (ум. 1631), майор, погиб в Грайфсвальде, который был занят им по Штеттинскому договору.
2. Юхан Франклин
3. Мария Катарина Франклин (ум. 1661), вышла замуж за губернатора и дворянина Андерса Коскулля (1594—1676)
4. Элисабет Франклин (ум. 1655), вышла замуж за Кристиана Фроста (ум. 1631)

## Дополнительные источники
- Gadd, Pia: Frillor, fruar och herrar — en okänd kvinnohistoria Falun 2009
- Neander Gustaf. Constantia Eriksdotter. En konungadotter i Tivedsbygden. 1941
- Elgenstiernas Ättartavlor II sid. 817
- Svenskt Biografiskt Lexikon XVI sid. 421—422
- Wikenros,Ingemar: Constantia Eriksdotter: Kungadottern på Bocksjöholm och Odensfors. Mariestad 1992
- Wikenros,Ingemar: Kungadottern Constantia Eriksdotter: Ättlingar och gårdar i Undenäsbygden. Mariestad 2010.
- Riddarhusets Stamtavlor på cd-rom (med kompletteringar och rättelser)